# Waunarlwydd
Waunarlwydd är en ort och en community i Swansea i Wales. Orten är belägen 6 km från Swansea. 
Waunarlwydd community bildades den 5 maj 2022 genom överföring av den västra delen av Cockett community.